# Xã Clear Creek, Quận Hot Spring, Arkansas
Xã Clear Creek (tiếng Anh: Clear Creek Township) là một xã thuộc quận Hot Spring, tiểu bang Arkansas, Hoa Kỳ. Năm 2010, dân số của xã này là 392 người.